# Valiant Is the Word for Carrie
Valiant Is the Word for Carrie est un film américain réalisé par Wesley Ruggles, sorti en 1936.

## Synopsis
Carrie Snyder est une prostituée qui est forcée de quitter la ville de Crebillon après avoir noué une amitié avec un jeune garçon nommé Paul, dont la mère mourante est incapable d’empêcher son fils de rendre visite à une telle femme. Après que Carrie ait quitté la ville, Paul s’enfuit de son père violent et rencontre une fille nommée Lady qui s’est enfuie d’un accident de train en feu, ne voulant pas retourner auprès des gens avec qui elle était. Carrie revient pour Paul et finit par emmener Paul et Lady à New York avec elle. Carrie obtient un appartement et lance une chaîne prospère de magasins de blanchisserie. Finalement, ils deviennent riches et Lady devient attirée par Paul. Paul, cependant, se sent obligé de prendre soin d’une jeune femme nommée Lili dont il a causé la mort du frère, après que ce dernier avait poussé Paul à essayer de monter dans un train en marche mais est tombé. Lilli fait semblant d’aimer Paul parce qu’il est riche, ce que Carrie est capable de voir. Elle conçoit un plan pour faire partir Lilli et lui dit que si elle quitte Paul, elle aidera à sortir le véritable amour de Lilli de prison. Ils tentent de faire sortir l’homme de prison mais sont vite rattrapés. Lilli est tuée par balle et Carrie est envoyée en prison. Un vieil ami avocat jure de se battre pour sa liberté mais Carrie décide de plaider coupable parce qu’elle ne veut pas que Lady connaisse son passé de prostituée. Elle craint également que cela ne ternisse la réputation des enfants. L’avocat termine en faisant remarquer à l’employeur de Paul que « vaillant est le mot pour Carrie ».

## Fiche technique
- Titre : Valiant Is the Word for Carrie
- Réalisation : Wesley Ruggles
- Scénario : Claude Binyon d'après le roman de Barry Benefield
- Production : Wesley Ruggles
- Société de production : Paramount Pictures
- Musique : Friedrich Hollaender
- Photographie : Leo Tover
- Montage : Otho Lovering
- Pays d'origine :  États-Unis
- Langue : Anglais
- Format : Noir et blanc — 35 mm — 1,37:1 — Son : Mono (Western Electric Noiseless Recording)
- Genre : Film dramatique
- Durée : 110 minutes
- Dates de sortie : 
  -  États-Unis : 7 octobre 1936 (New York)
  -  Allemagne : 7 février 1937

## Distribution
- Gladys George : Carrie Snyder
- Arline Judge : Lady
- John Howard : Paul Darnley
- Dudley Digges : Dennis Ringrose
- Harry Carey : Phil Yonne
- Isabel Jewell : Lilli Eipper
- Hattie McDaniel : Ellen Belle
- William Collier Sr. : Ed Moresby
- George 'Gabby' Hayes : Homme